# ローラ・B02/50
ローラ・B02/50は、2002年にローラ・カーズによって製造されたフォーミュラカー。

## 歴史
この車は、2002年シーズンから国際F3000で許可されたワンメイクシャーシとして考案され、ローラ・B99/50の後継機となった。2004年までの3シーズンで使用され、同年を最後に国際F3000が終了し、翌年からGP2に置き換えられたため、国際F3000の歴史の最後を飾る車となった。
その後、2006年からユーロ3000選手権に導入され（B99/50と併用）、2008年まで使用された。その後、A1グランプリで使用されていた後継モデルのローラ・B05/52（A1グランプリカー）となった。2010年以降使用されておらず、新しいシャーシに恒久的に交換されている。2005年と2006年には3000Proシリーズでも使用された。

## 技術仕様

### シャーシ
フレームはローラ・カーズによってカーボンファイバーで設計、製造された。

### エンジン
エンジンはザイテック・エンジニアリングによって製造された。 2,997cm3のV型8気筒自然吸気で、470馬力を発生する。
- 構成：90°V8
- 排気量：2.997 cc
- バルブ：32個
- エンジンマネジメント：ザイテック
- インジェクション：ザイテック
- スパークプラグ： NGKスパークプラグ
- 最大駆動トルク：6,900 rpm（380 N m）
- 最大出力：470 bhp

### その他のデータ
車のホイールベースは3,000 mm、幅1,476 mm（フロント）および1,411 mm（リア）。総重量は545 kg。

### サスペンションとギアボックス
フロントとリアのサスペンションはプッシュロッドタイプのダブルウィッシュボーン式で、上下Aアームで構成されている。ギアボックスは6速ローラ / ヒューランド製。